# Black Orpheus (Zeitschrift)
Black Orpheus war die erste englischsprachige Literatur- und Kunstzeitschrift Afrikas. Sie wurde 1957 in Ibadan, Nigeria von Ulli Beier gegründet und erschien bis 1975. Nachdem Beier das Land verlassen hatte, wurde sie ab 1968 von Abiola Irele herausgegeben. Der Titel wurde von Orphée Noir, einem Essay von Jean-Paul Sartre, übernommen.
In Black Orpheus erschienen Lyrik, Prosa, Kunst, Literaturkritik und Kommentare sowie englische Übersetzungen von Werken französischsprachiger Autoren. Die Zeitschrift machte sich darum verdient, das literarische, künstlerische und mythologische Erbe der nigerianischen Völker wiederzubeleben. Zudem galt sie als sehr einflussreich für die Entwicklung moderner afrikanischer Literatur. In den ersten Jahren gestaltete die österreichische Künstlerin Susanne Wenger, Beiers erste Ehefrau, die Titelbilder der Zeitschrift, wobei sie Motive verschiedener afrikanischer Kunsttraditionen verwendete.
Unter den Künstlern und Autoren, die in Black Orpheus veröffentlichten, waren Léopold Senghor, Camara Laye, Aimé Césaire, Hampâté Bâ, Wole Soyinka, John Pepper Clark, Gabriel Okara, Dennis Brutus, Kofi Awoonor, Andrew Salkey, Léon Damas, Ama Ata Aidoo, Cyprian Ekwensi, Alex La Guma, Bloke Modisane, Birago Diop, Daniel O. Fagunwa, Wilson Harris, Valente Malangatana und Ibrahim El-Salahi.